# Тугаринов, Юрий Ленславович
Юрий Ленславович Тугаринов (род. 4 февраля 1946, Москва — 2 октября 2012) — советский, российский композитор; Заслуженный деятель искусств России (1997).

## Биография
Окончил музыкальное училище при Московской консерватории. С 1963 года организовывал первые в Москве детские хоровые студии. В 1970 окончил дирижёрско-хоровый факультет Московской консерватории (класс В. И. Краснощёкова). С 1971 года работал в Москонцерте, с 1975 — в ансамбле советской песни Центрального телевидения и радио (солист-пианист, педагог, дирижёр), в 1977—1984 годы — в Центральном доме детей железнодорожников (художественный руководитель и главный дирижёр Народного ансамбля песни и танца).
В 1993—1998 годы заведовал кафедрой хорового дирижирования Московского института музыки им. А. Г. Шнитке. С 1998 года преподавал в детской музыкальной школе имени А. К. Глазунова Москвы (хоровой класс, класс композиции).
Входил в состав жюри Международной хоровой олимпиады (Китай, 2006), фестивалей детской хоровой музыки. Член Союза композиторов России. Президент Федерации детских и молодёжных хоров России.

## Творчество

### Избранные сочинения
для голоса и фортепиано
- «Доброе сердце Ильича» (сюита, 1986)
- романсы и песни на слова зарубежных и советских поэтов

оперы, оперетты
- Женитьба (музыкальный водевиль по Н. Гоголю, 1970)
- Плутовка Стекота (мюзикл, 1983)
- Кем быть? (детская опера; слова В. Маяковского; 1985, Ярославль)
- Проходимец Кири-Куки (оперетта, 1987)

для хора
- «В музее В. И. Ленина» (кантата для чтецов, солистов, детского хора и симфонического оркестра; слова С. Михалкова, 1980)
- «От зимы до зимы» (кантата для детского хора в сопровождении септета инструментов; стихи И. Токмаковой; 1983)
- «Алмазный свет звезды» (поэтория для чтеца, голоса, детского хора, органа и струнного оркестра; слова В. Пальчинскайте, перевод с литовского Я. Акима; 1987)
- Берёза (из народной финской поэзии «Калевала», 1969)
- Ты куда, река, бежишь (слова И. Драбкиной, 1974)
- Люблю я край родной (слова Р. Горской, 1976)
- Со сторонушки моей родимой (свободная обработка, 1982)
- Люблю ветер (слова Н. Рубцова, 1984)
- «Поминает сынов Россия» (триптих; слова М. Садовского, 1985)

для детского хора в сопровождении фортепиано
- Шесть песен (на стихи Я. Райниса и В. Плудона, 1977)
- Люблю железную дорогу (слова В. Викторова, 1979)
- С неба падает снег (слова Я. Смелякова, 1980)
- «Корабли пришли» (диптих; слова В. Блока)
- Корабли ушли (слова В. Блока, 1980)
- Садовник (слова Г. Сапгира, 1982)
- «Ты живёшь» (поэма; слова Р. Рождественского, 1984)
- В небе тают облака (слова Ф. Тютчева, 1984)
- Лесная шутка (слова С. Владимировой, 1984)
- «Проделки зимы» (триптих; слова В. Пальчинскайте, перевод с литовского Г. Герасимова, 1985)
- Счастливый путь (слова В. Пальчинскайте, перевод Г. Герасимова)
- Я рисую море (слова В. Орлова)

для детского хора без сопровождения
- «Событие» (кант-виват; слова Е. Измайлова, 1978)
- Звезда (слова Е. Измайлова, 1978)
- Сладкий сон (слова Е. Измайлова, 1978)
- Ты подуй, подуй ветерок (из народной мордовской поэзии, 1983)

для симфонического оркестра
- «Детские забавы» (балетная сюита; 1977);

для фортепиано и симфонического оркестра
- Концертино (1986)

для оркестра народных инструментов
для фортепиано
- Революционный держите шаг (1984)
- «Intrada» памяти В. И. Ленина (1984)
- 6 пьес для детей
- 8 пьес (1998)

музыка к спектаклям и телепостановкам

## Награды
- Заслуженный деятель искусств России (1997)